# (6545) Leito
(6545) Leito es un asteroide troyano de Júpiter descubierto por Milan Antal el 5 de octubre de 1986 desde el Centro Astronómico de Toruń (Pinwice).

## Designación y nombre
Designado provisionalmente como 1986 TR6, Fue nombrado por Leito fue uno de los argonautas que más tarde participó en la guerra de Troya. Poseidón lo instó a él y a otros líderes a contraatacar cuando los troyanos atacaron las naves aqueas. Fue herido por Héctor, pero finalmente fue uno de los pocos que regresó con vida de Troya. 

## Características orbitales
Leito está situado a una distancia media de 5,167 ua, pudiendo alejarse un máximo de 5,441 ua y acercarse un máximo de 4,894 ua y tiene una excentricidad de 0,053. Emplea 4290,35 días en completar una órbita alrededor del Sol.

## Características físicas
La magnitud absoluta de Leito es 10,23. Tiene 50,951 km de diámetro y su albedo se estima en 0,068.